# Scargill (Durham)
Scargill est un hameau situé dans le comté de Durham, en Angleterre.